# Kanton Sablé-sur-Sarthe
Kanton Sablé-sur-Sarthe is een kanton van het Franse departement Sarthe. Kanton Sablé-sur-Sarthe maakt deel uit van het arrondissement La Flèche en telde 27.765  inwoners in 2020.

## Gemeenten
Het kanton Sablé-sur-Sarthe omvatte tot 2014 de volgende gemeenten:
- Asnières-sur-Vègre
- Auvers-le-Hamon
- Avoise
- Courtillers
- Juigné-sur-Sarthe
- Louailles
- Notre-Dame-du-Pé
- Parcé-sur-Sarthe
- Pincé
- Précigné
- Sablé-sur-Sarthe (hoofdplaats)
- Solesmes
- Souvigné-sur-Sarthe
- Vion

Bij de herindeling van de kantons door het decreet van 24 februari 2014, met uitwerking op 22 maart 2015, werden daar volgende gemeenten aan toegevoegd:
- Le Bailleul
- Dureil